# Offene Bauweise (Leitungsbau)

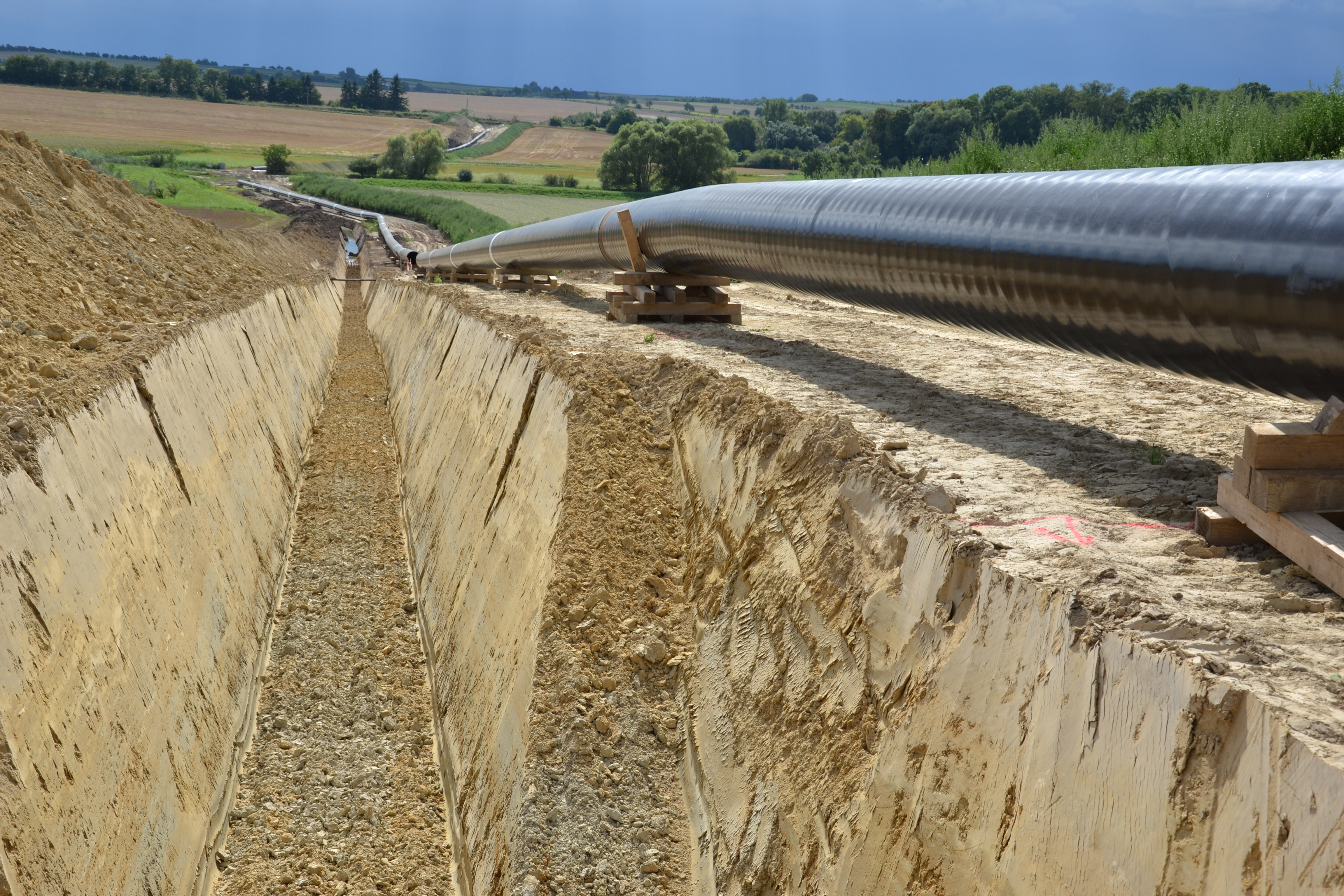
Offene Bauweise im Erdgas-Hochdruck-Rohrleitungsbau; das zu verlegende Rohr liegt rechts, der Aushub links

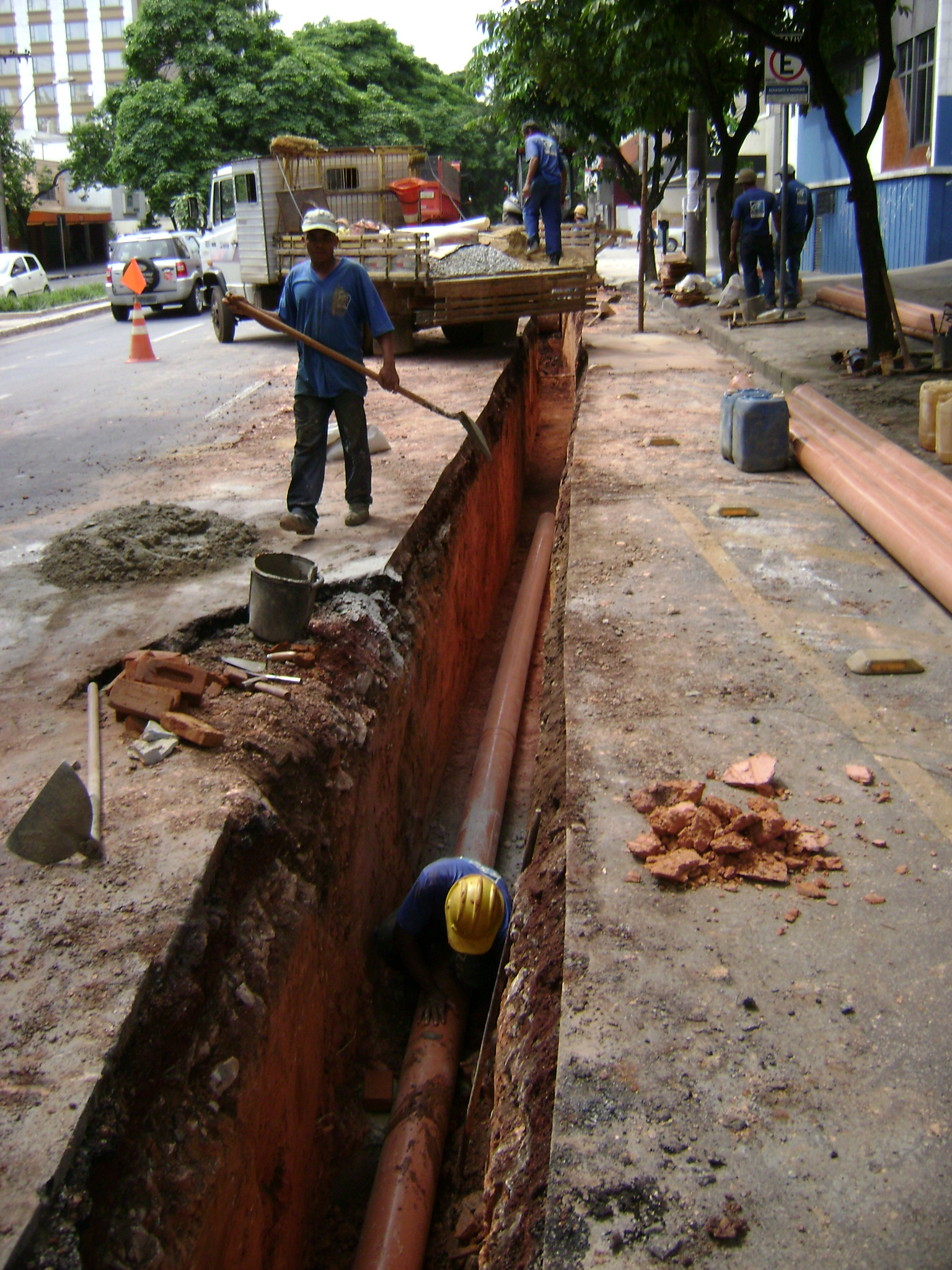
Verlegung von Rohren in einem geöffneten Graben

Die offene Bauweise ist ein Verfahren im Leitungsbau für die Erdverlegung von Ver- und Entsorgungsleitungen. Dabei wird in der Regel die Erdoberfläche „geöffnet“ und ein Graben ausgehoben, um die Leitungen zu verlegen.

## Weitere Details
Der Graben kann entweder im Schutz einer Böschung oder mit Hilfe eines Grabenverbaus hergestellt werden. Dies hängt unter anderem davon ab, wie tief der Graben werden muss, wie viel Platz für das Bauvorhaben vorhanden ist und welcher Baugrund ansteht. Nicht geböschte und nicht verbaute Gräben sind – aus Gründen des Arbeitsschutzes – in Deutschland nur bis in eine Tiefe von 1,25 Meter zulässig. Bei tieferen Gräben besteht die Gefahr, dass die Grabenwände einbrechen, was neben Schäden auch schon des Öfteren Menschenleben gekostet hat.
Nach dem Verlegen der Leitungen wird der ausgehobene Graben wieder verfüllt und der Boden verdichtet.
Eine Alternative zur offenen Bauweise ist der grabenlose Leitungsbau (auch „geschlossene Bauweise“ genannt), bei dem das Ausheben eines Grabens entfällt und die Rohre z. B. mit Hilfe von Horizontalbohrungen verlegt werden.